# Helmershus, Jönköping
Helmershus var en byggnad och en restaurang vid Brunnsgatan i Jönköping, i hörnet mot Barnarpsgatan och Västgötagatan.
Jönköping hade 1852 som andra stad i Sverige efter Falun infört det som kom att kalla Göteborgssystemet för utskänkning och utminutering av alkohol. Jönköpings Spritförsäljningbolag, som innehade det lokala spritutskänkningsmonopolet, uppförde 1901 en byggnad med restaurang och försäljningslokal vid Brunnsgatan, som ritades av Fredrik Sundbärg. Den byggdes i tegel i tre höga våningar.
Spritbolagets serveringsställe i byggnaden hette först "Pelles" efter källarmästaren Knut Pettersson och senare Helmershus efter källarmästaren Emil Helmer. Bolaget öppnade 1918 också en lokal i Kruckenbergska huset vid Södra Strandgatan på Öster. Denna flyttade i slutet av 1920-talet, då i ägo av Systembolaget, till det nyuppförda Norra Strandgatan 6 och fick namnet "Munken".
Huset revs 1966.